# Brit Királyi Légierő
A brit Királyi Légierő (angolul Royal Air Force, RAF, jelentése „Királyi Légierő”) Nagy-Britannia légiereje, a Királyi Repülő-hadtest (Royal Flying Corps) jogutódjaként biztosítja a szigetország légterét, szuverenitását. Repülőalakulatai részt vettek a Brit Birodalom 20. századi konfliktusaiban a szomáliai és iraki összecsapásoktól kezdve a második világháborún át a Falkland-szigeteki háborúig. Fontos szerepet kaptak az Öbölháborúban, Irak repüléstilalmi zónáinak ellenőrzésében, a délszláv háborúban és napjainkban is aktívak mind a humanitárius, mind a katonai műveletek terén.

## Története
A RAF 1918. április 1-jén alakult meg, s jelentős szerepet vívott ki magának Anglia modern kori háborús történelmében. Ez volt az első légierő a világon, amely mind a haditengerészettől, mind a hadseregtől külön, önálló haderőnemet alkotott. Az első világháború utolsó évében összeolvadt a Királyi Repülő-hadtest (Royal Flying Corps) alakulataival, valamint a Királyi Tengerészeti Légiszolgálattal (Royal Naval Air Service), amik korábban a hadsereg, illetve a haditengerészet fennhatósága alá tartoztak. A két világháború közti időszak javarészt csendesen telt. A II. világháború alatt azonban gyors változások jellemezték. A RAF 1939 decemberében a nagyszabású Brit Nemzetközösség Légi Hadgyakorlatán képviseltette magát Kanada, Ausztrália, Új-Zéland és Dél-Rodézia mellett. A II. világháború kitörésekor a RAF Hitler inváziós terveivel nézett szembe. Az 1940 júliusa és októbere közti heves német légitámadások alatt a légierő nemzetközi segítségre szorult, amit lengyel és csehszlovák pilóták bevonásával próbáltak megoldani.
A RAF a II. világháborúban a brit ipar által gyártott 177 025 db repülőgéppel (38 786 db vadászrepülőgép, 33 811 db vadászbombázó, könnyűbombázó és csatarepülőgép, 38 158 db közepes és nehézbombázó, 12 585 db szállító, 7014 db felderítő,  46 256 db kiképző, 415 db egyéb repülőgép) és az Egyesült Államok által átadott nagyszámú repülőgéppel a második legnagyobb és legerősebb légierőnek számított az amerikai után, messze megelőzve a 3. helyezett német Luftwaffét és a 4. szovjet légierőt.

## Szervezete, felépítése
Létszám
53 300 fő
Repülési idő a pilótáknak: 218 óra
Állomány
- 10 közvetlen támogató század
- 5 vadászrepülő század
- 10 felderítő század
- 4 szállító repülő század
- 7 helikopteres század

## Fegyverzete

### Repülőgépek,helikopterek
| Megnevezés                      | Feladatkör                         | Mennyiség                       | Megjegyzés                                                            |
| Repülőgépek                     | Repülőgépek                        | Repülőgépek                     | Repülőgépek                                                           |
| ------------------------------- | ---------------------------------- | ------------------------------- | --------------------------------------------------------------------- |

Harrier, Oshkosh 2003

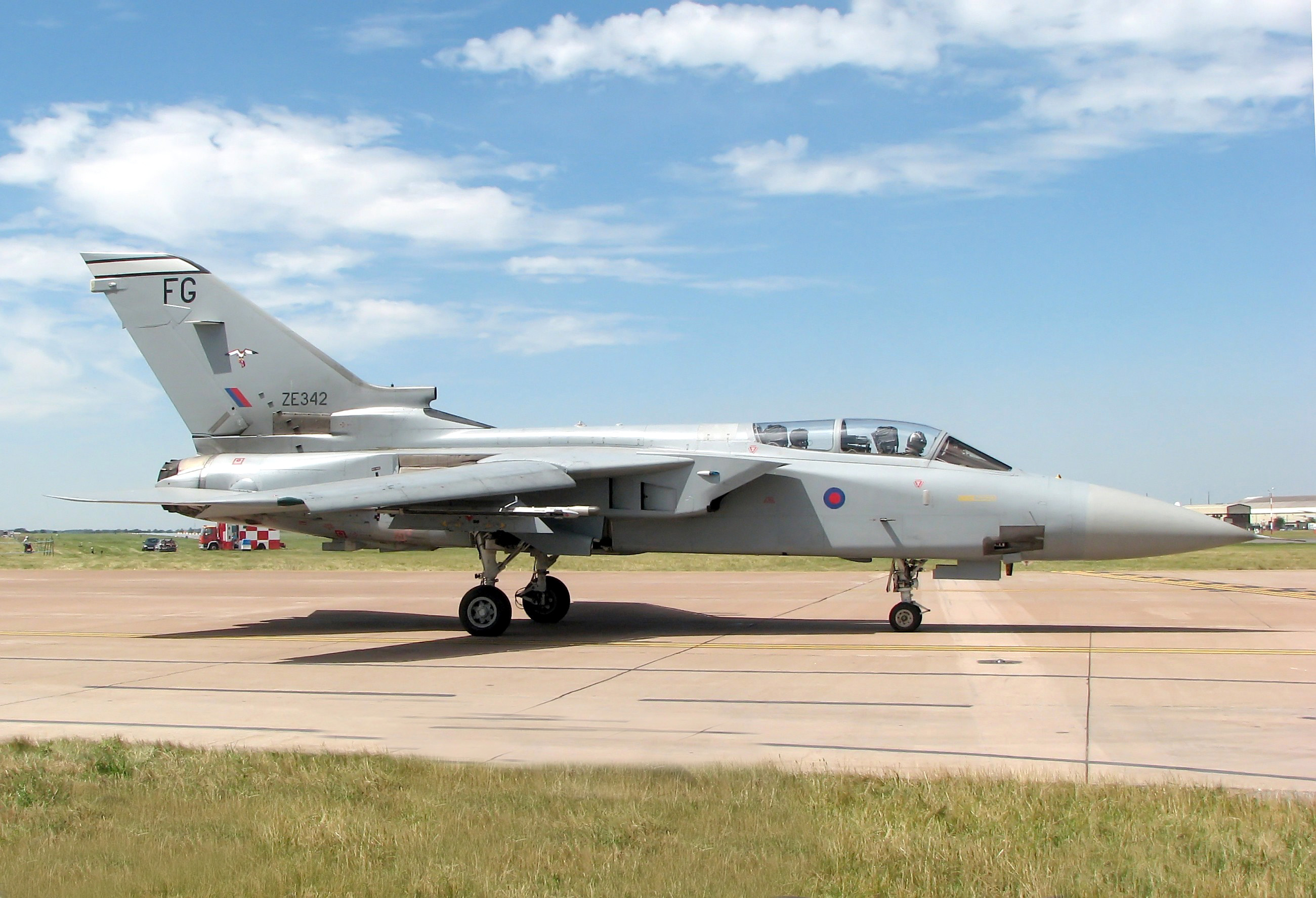
Brit Tornado F3

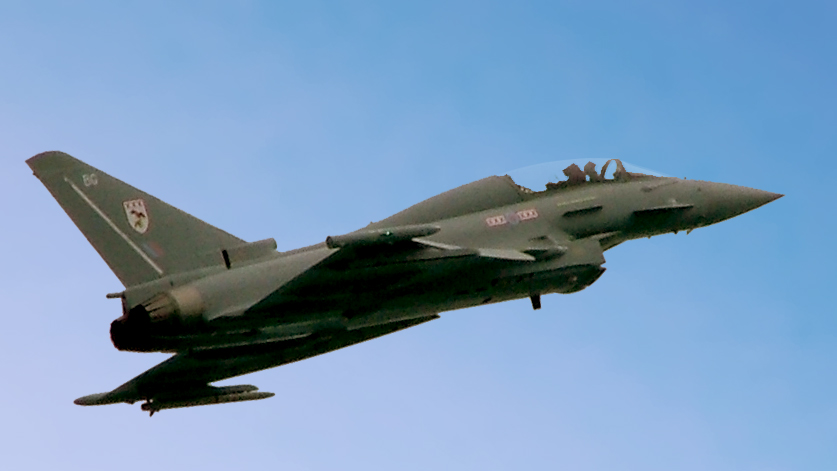
Brit Eurofighter Typhoon

| Panavia Tornado GR4/GR4A        | csapásmérő repülőgép               | 136 db                          | - A GR4A típusváltozat képes felderítő feladatok végrehajtására is.   |
| Eurofighter Typhoon             | többfeladatú vadászrepülőgép       | 71 db                           | - Összesen 160 darab került megrendelésre.                            |
| E–3 Sentry                      | légtérellenőrző repülőgép          | 7 db                            |                                                                       |
| Sentinel                        | harctéri felderítő repülőgép       | 5 db                            | - A britek afganisztáni missziójának befejezése után kivonásra kerül. |
| BN–2 Islander                   | felderítő repülőgép                | 3 db                            |                                                                       |
| Beechcraft Super King Air       | felderítő repülőgép                | 4 db (+1 db megrendelve)        |                                                                       |
| DA 42 Twin Star                 | felderítő repülőgép                | 2 db (+1 db megrendelve)        |                                                                       |
| BAE Hawk T1/T2                  | sugárhajtású kiképző repülőgép     | 146 db (+10 db megrendelve)     | - 129 db T1, 17 db pedig T2 verziójú (további 10 db T2 megrendelve).  |
| Short Tucano                    | kiképző repülőgép                  | 93 db                           |                                                                       |
| Beechcraft Super King Air       | kiképző repülőgép                  | 11 db                           |                                                                       |
| Grob G 109                      | kiképző repülőgép                  | 65 db                           |                                                                       |
| Grob G103a Twin II              | kiképző repülőgép                  | 82 db                           |                                                                       |
| Grob G 115                      | kiképző repülőgép                  | 94 db                           |                                                                       |
| BAe 125                         | VIP szállító repülőgép             | 6 db                            |                                                                       |
| BAe 146                         | VIP szállító repülőgép             | 2 db                            |                                                                       |
| C-130K Hercules                 | szállító repülőgép                 | 11 db                           |                                                                       |
| C–130J Super Hercules           | szállító repülőgép                 | 24 db                           |                                                                       |
| C-17A Globemaster III           | szállító repülőgép                 | 7 db (+1 db megrendelve)        |                                                                       |
| Lockheed TriStar K1/KC1/C2A/2CA | szállító-légi utántölő repülőgép   | 9 db                            |                                                                       |
| Vickers VC10 C1K/K3/K4          | szállító-légi utántöltő repülőgép  | 13 db                           |                                                                       |
| Helikopterek                    |                                    |                                 |                                                                       |
| AugustaWestland Merlin HC3/HC3A | szállító helikopter                | 28 db                           | - Ebből 22 db HC3, 6 db pedig HC3A típusú.                            |
| CH–47 Chinook                   | szállító helikopter                | 46 db (+14 db megrendelve)      |                                                                       |
| Westland Puma                   | szállító helikopter                | 43 db                           |                                                                       |
| AgustaWestland AW109 Trekker    | szállító helikopter                | 3 db                            | - Ebből 22 db HC3, 6 db pedig HC3A típusú.                            |
| H–3 Sea King                    | kutató-mentő helikopter            | 25 db                           |                                                                       |
| Bell 412                        | kutató-mentő és kiképző helikopter | 15 db                           | - Ebből 4 db kutató-mentő (HAR2), 11 db pedig kiképző (HT1) változatú |
| Eurocopter AS 350 Écureuil      | kiképző helikopter                 | 26 db                           |                                                                       |
| AgustaWestland AW139            | kiképző helikopter                 | 2 db                            | - A kutató-mentő helikopterek személyzetének kiképzésére használják.  |
| Pilóta nélküli repülőgépek      |                                    |                                 |                                                                       |
| MQ–9 Reaper                     | pilóta nélküli repülőgép           | 5 db (további 5 db megrendelve) |                                                                       |

## Haditengerészeti légierő
A Haditengerészeti Légierő (Fleet Air Arm) nem a Royal Air Force, hanem a Királyi Haditengerészet (Royal Navy) része.
- 34 db harci repülőgép (Sea Harrier, F–35B Lightning II Joint Strike Fighter)[1]
- 180 db harci helikopter (Westland Lynx, EH101 Merlin, Sikorsky)